# 五・三〇事件

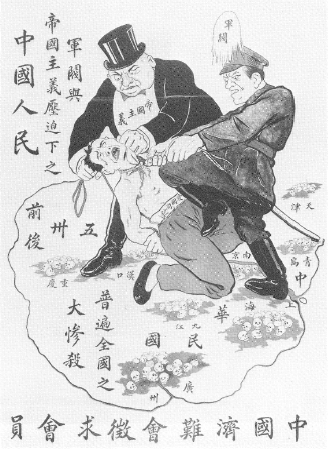
五・三〇事件を風刺した当時の プロパガンダポスター

五・三〇事件（ごさんじゅうじけん）とは、1925年5月30日に中国・上海でデモに対して上海共同租界警察が発砲し、学生・労働者に13人の死者と40人余りの負傷者が出た事件。中国語では「五卅慘案（拼音: Wǔ-Sà Cǎn'àn）」と呼ぶ。またこの事件に続く一連の反帝国主義運動を、五・三〇運動（中国語: 五卅運動、拼音: WǔSà Yùndòng）という。

## 背景
1924年、第二次直奉戦争（zh）の余波で、中国国内は辛亥革命以来大規模な混乱を呈していた 。
特に、上海を含めた都心部は深刻なインフレに見舞われ、加えて孫文の死去（3月12日）以降、国民党はそれら各都市での反帝国主義運動をますます活発化させていった。一方共産党も上海大学の学生らを中心として同様の活動を行っていた。
上海に本来から居住していた中国人たちは、他の都市との結束力が強く、知識人たちは工場での劣悪な労働環境 や検閲に、一方労働者達は租界の地方議会で可決された12歳未満の児童に対する労働禁止法に、それぞれ不満を抱いていた。
こうして、上海市民達は租界に対する反感をつのらせていった。

## 事件

### 原因

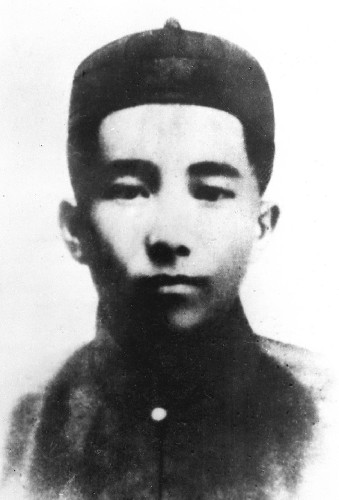
顧正紅（1905年－1925年）

1925年、こうした彼らの不満がついに爆発する。
5月15日、上海にある日系資本の内外綿株式会社の第8工場にて、ネオ・ラッダイト主義を標榜した暴動が発生。これに対し工場側当事者が発砲し、共産党員の工員顧正紅（zh）が重傷となり、翌日死亡。また10人以上の重軽傷者が出た。
これが発端となり、上海では学生らを中心としてビラ配布、演説等の抗議活動を行い、また24日には顧正紅を殉教者として大規模な葬儀が行われた。
また、運動は各都市に伝播し、29日には青島において日本の紡績工場でストライキが起こった。これに対し日本軍と北洋政府の張宗昌、温樹徳（zh）らが大規模な弾圧を加え、8人の死者と数十名の負傷者、70数名の逮捕者を出している。

### 経緯
5月28日、中国国民党上海執行部は運動の代表者らに対し、30日に大規模なデモを決行するよう呼びかけた。
だが、その当日の30日朝、抗議活動の中心となっていた学生15人が南京路にて租界の警察機関である上海公共租界巡捕房（en）に連行された。これに反発した民衆が学生らの釈放を求め、数千人規模のデモを組織した。上海租界当局および日本、イギリスなど租界の諸外国は強硬に対処し多数の逮捕者が出た。また警察も、イギリス人警部の命令で、中国人・インド人の警官がデモ隊に発砲し、参加していた学生・労働者ら13人が射殺され、40人余りが負傷した。これをきっかけに、全市規模のゼネストに発展した。
さらに6月に始まった省港大罷工など全国に同様の運動が広がった。省港大罷工は広東省と香港で行われ、香港を封鎖した。上海を含めた他地域の運動が沈静化する中1926年10月まで続けられた。

## 意義・影響

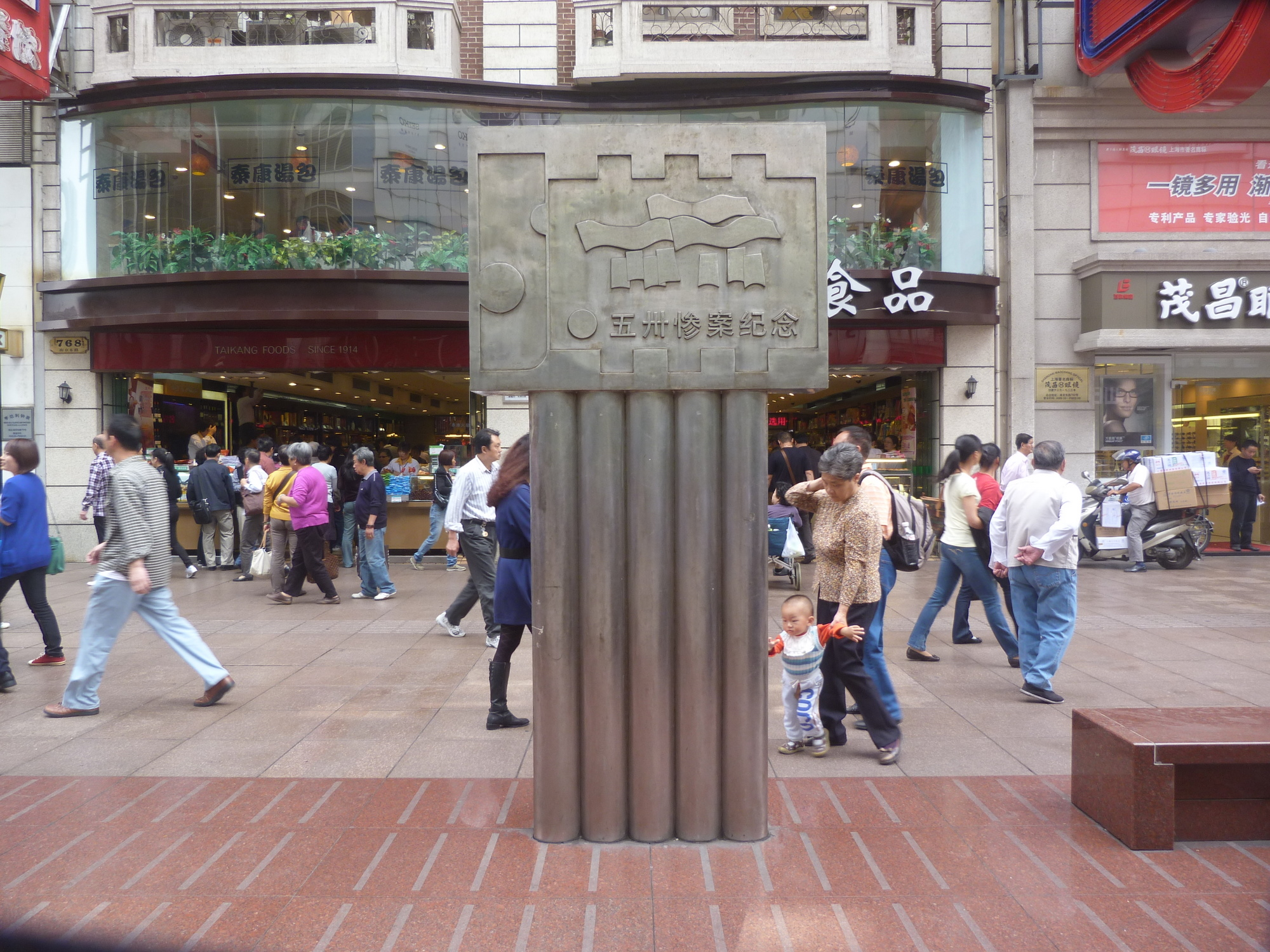
上海南京路にある記念碑

この事件は、例えば運動の中心が学生から労働者へ変わったなど、中国の民衆運動が五四運動から次の時代・段階に入ったことを示す画期的な事件であるとされ、1925年7月の広東（広州）国民政府成立を後押しする大きな力となったとも評価されている。
また、租界警察のウィリアム・E・フェアバーンとエリック・A・サイクスは事件での前近代的な鎮圧方法を反省してSWATの原型ともいえる特殊部隊を編成してフェアバーン・システムを確立した。
日本の小説家横光利一はこの事件を題材とした小説『上海』を執筆した。